# Правікув
Правікув (пол. Prawików) — село в Польщі, у гміні Волув Воловського повіту Нижньосілезького воєводства.
Населення — 195 осіб (2011).
У 1975-1998 роках село належало до Вроцлавського воєводства.

## Демографія
Демографічна структура станом на 31 березня 2011 року:
|          | Загалом | Допрацездатний вік | Працездатний вік | Постпрацездатний вік |
| -------- | ------- | ------------------ | ---------------- | -------------------- |
| Чоловіки | 96      | 11                 | 73               | 12                   |
| Жінки    | 99      | 20                 | 50               | 29                   |
| Разом    | 195     | 31                 | 123              | 41                   |